# Ichneumon aquilonius
Ichneumon aquilonius är en stekelart som beskrevs av Perkins 1953. Ichneumon aquilonius ingår i släktet Ichneumon och familjen brokparasitsteklar. Inga underarter finns listade i Catalogue of Life.